# Jižní věž Pražského hradu

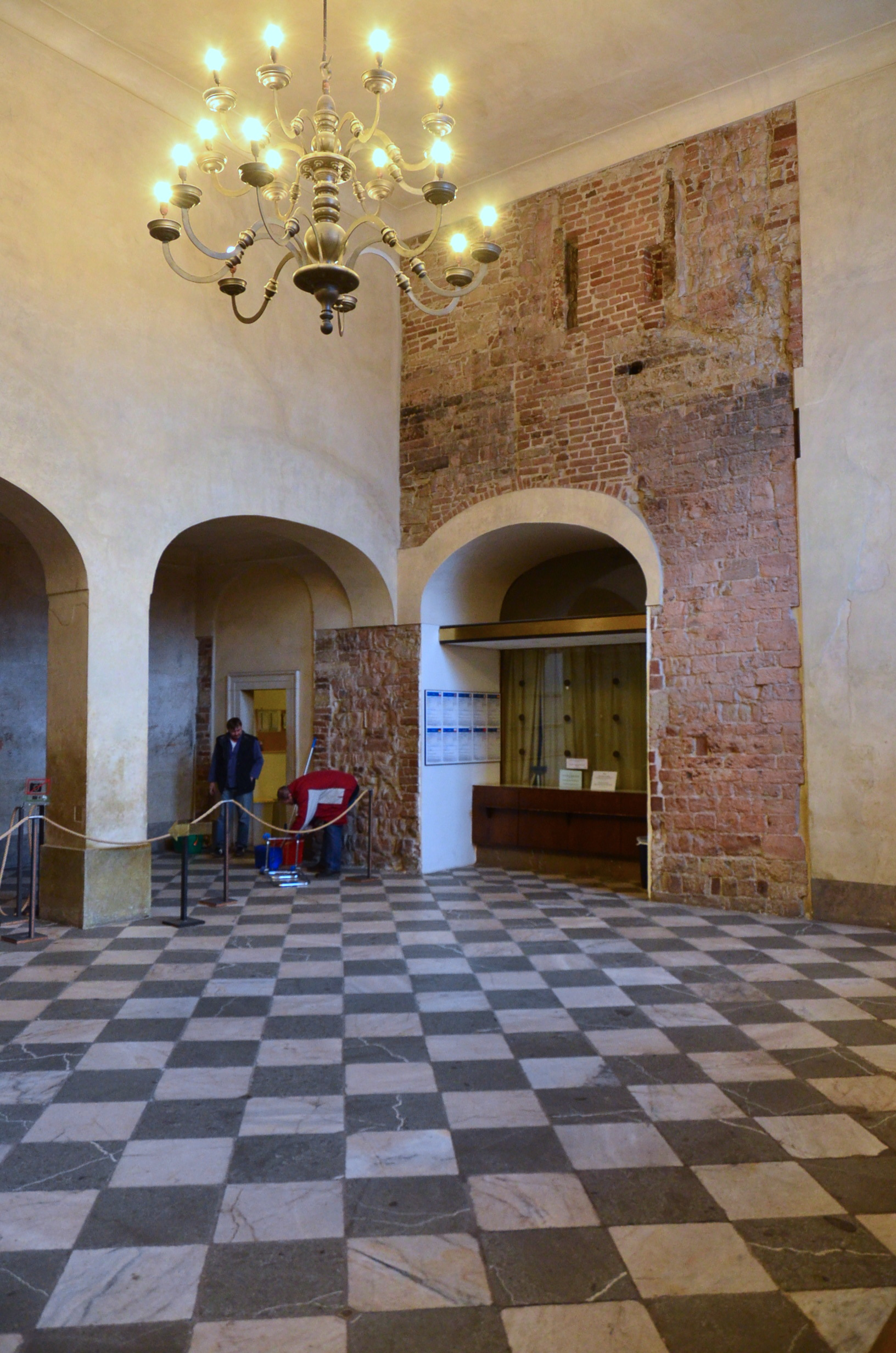
Zdivo věže ve vstupní sloupové síni.

Jižní věž Pražského hradu střežila ve středověku hradní vstup od Malé Strany. Byla součástí kamenného opevnění hradu budovaného Soběslavem I. od r. 1135. Dnes je zastavěna ve starém královském paláci, v těsném západním sousedství Vladislavského sálu.
Původně byla postavena západně od královského paláce jako samostatně stojící, jižní stěnou v linii současně budovaných hradeb. Měla rozměry zhruba 9x9 m s šířkou zdiva cca 2 m a výškou 30 m. V přízemí věže byla brána, která chránila jižní stoupající vjezd do hradu. Asi již v 13. století byla brána zazděna a vchod posunut západním směrem. Za lucemburské přestavby a rozšíření královského paláce se jižní věž stala jeho součástí. Konečně za Rudolfa II. zanikl i jižní vchod do hradu.
Do dnešní doby se jižní věž v zásadě zachovala v celé své původní velikosti, ale ze všech stran je plně zastavěna do starého královského paláce. Části jejího zdiva jsou však dodnes dobře patrné, např. levá polovina západní zdi Vladislavského sálu a v předsíni sálu (Sloupové síni) je patrná severní strana věže. V zahradě Na Valech vpravo od Býčího schodiště, v koutě u Ludvíkova křídla, je patrné (za chodbičkou) místo původní románské brány ve věži.